# Arnau Rafús Aulet
Arnau Rafús Aulet (nascut el 27 d'abril de 2003) és un futbolista català que juga com a porter a la Cultural Leonesa.

## Carrera professional

### FC Barcelona
Nascut a Vic, Catalunya, Rafús es va incorporar a La Masia del FC Barcelona el 2016, procedent del Vic Riuprimer REFO FC. El gener de 2023, després de recuperar-se d'una lesió al genoll i de l'ascens d'Iñaki Peña al primer equip, va ser inscrit al filial amb el dorsal número 24.
Rafús va debutar com a sènior amb el Barça Atlètic el 15 de gener de 2023, en una victòria a casa per 2-1 de la Primera Federació davant el CF La Nucía. Va jugar dos partits més amb l'equip abans de patir una lesió a l'adductor al març.

### Valladolid
El 21 de juliol de 2023, Rafús va signar un contracte de dos anys amb el Real Valladolid, i inicialment va ser cedit a l'equip B de la Segona Federació. Després de convertir-se en titular habitual amb el B  a la temporada 2023-24, va debutar amb el primer equip –i a la Lliga– el 29 de març de 2025, com a titular en una derrota per 2-1 fora de casa contra la Real Sociedad, ja que el titular Karl Hein estava lesionat.